# 오누키촌
오누키촌(大貫村)은 1954년까지 일본 미야기현 도다군 북동부에 있던 촌이다.

## 역사
- 1889년 4월 1일 - 정촌제 시행에 의해 오누키촌이 성립하였다.
- 1954년 5월 3일 - 다지리정, 누마베촌과 합병해, 새로운 다지리정이 되었다.